# زاباگونگه
زاباگونگه (به لهستانی:  Zabagonie) یک روستا در لهستان است که در گمینا دوبیچه تسرکیونه واقع شده‌است.